# 薬剤師ライフ!〜毎日をハッピーに〜
『クラシス presents 薬剤師ライフ! 〜毎日をハッピーに〜』（クラシスプレゼンツ やくざいしライフ まいにちをハッピーに）は、2015年12月1日から2016年12月27日までラジオNIKKEI第1放送の『メディカルワイド』枠で放送された医療情報番組である。全57回。クラシスの一社提供。放送時間は毎週火曜 20:10 - 20:25 （日本標準時）。

## 概要
薬剤師向けの番組で、毎回ゲストに薬剤師の仕事に役立ちそうな話を自らの体験談を交えながら語ってもらう。パーソナリティは、自らも薬剤師資格を持つ久保恵子が務めている。